# Phthiracarus paraglobosus
Phthiracarus paraglobosus är en kvalsterart som beskrevs av Wojciech Niedbała 1982. Phthiracarus paraglobosus ingår i släktet Phthiracarus och familjen Phthiracaridae. Inga underarter finns listade i Catalogue of Life.